# Lorenzo Booker
Lorenzo Booker (født 14. juni 1984 i Oxnard, Californien, USA) er en amerikansk footballspiller (running back), der i øjeblikket er free agent. Han har tidligere spillet i NFL for Miami Dolphins, Philadelphia Eagles, Minnesota Vikings og Chicago Bears.

## Klubber
- 2007: Miami Dolphins
- 2008: Philadelphia Eagles
- 2010-: Hartford Colonials (United Football League)
- 2010-2011: Minnesota Vikings
- 2012: Chicago Bears